# Steinkiste von Lundby Bakker

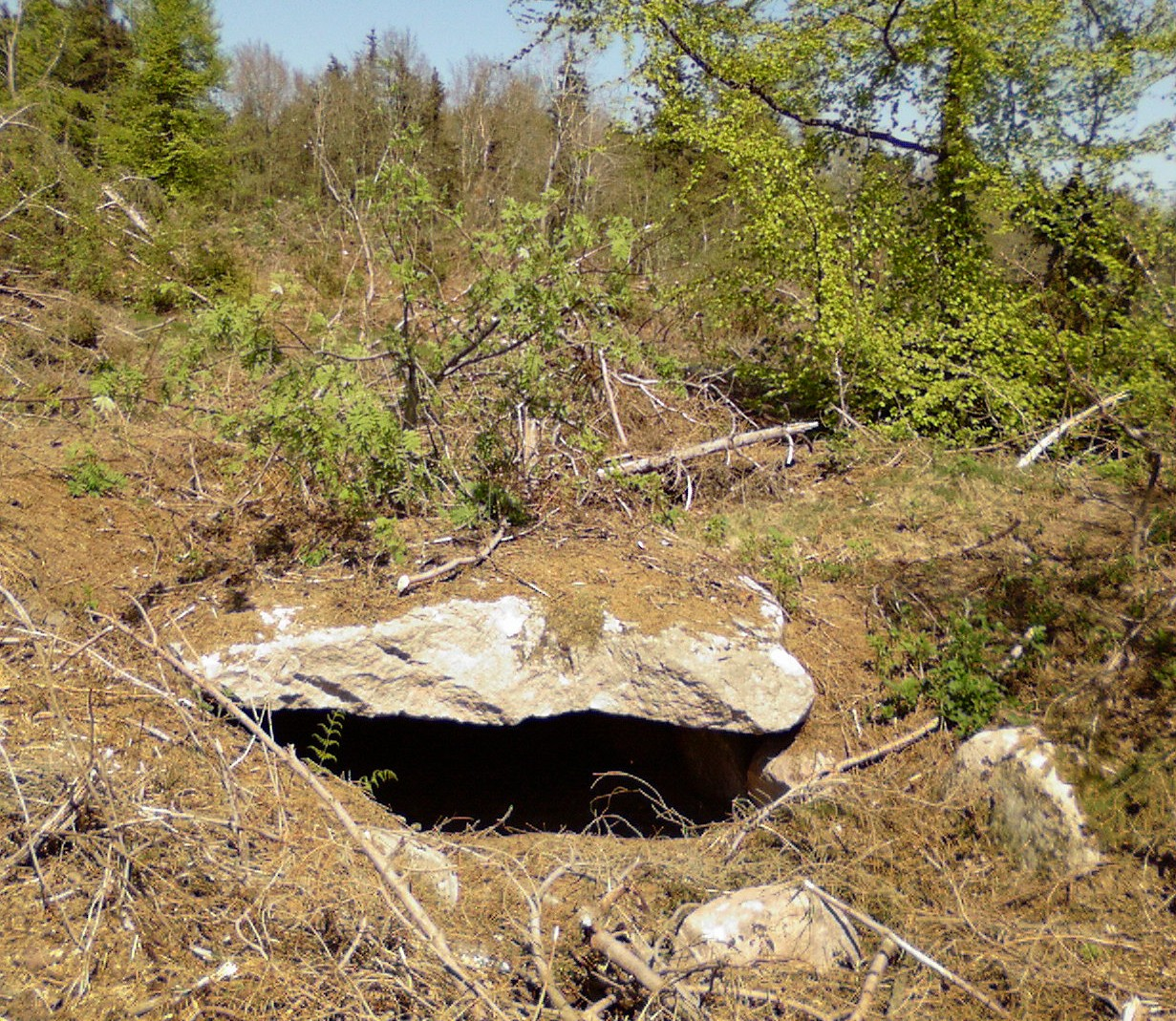
Steinkiste von Lundby Bakker

Die Steinkiste von Lundby Bakker (auch Lundby Krat genannt) liegt am 83 m hohen Risbjerg, südlich von Gistrup, bei Aalborg in Himmerland in der Region Nordjylland in Dänemark.
Die Steinkiste (dänisch Hellekiste) aus der Jungsteinzeit besteht aus neun teilweise zweischichtig liegenden Tragsteinen und einem etwa 2,0 × 2,0 m großen Deckstein in der Nordwesthälfte. Der 1,0 m hohe Rundhügel hat etwa 10,0 m Durchmesser. Die nur in Resten erhaltene Kiste könnte auch eine der in Himmerland häufigen Grabkisten sein.

## Lundby Skatten
Im Waldgebiet wurde 1980 der Lundy Skatten, ein Schatzfund mit Münzen aus der Zeit von Erik Ejegod König von Dänemark von 1095–1103 gemacht. Der Schatz enthielt auch 109 Silbermünzen eines Typs, von dem bis dahin geglaubt wurde, dass er nur in Randers geschlagen wurde. Aber 61 dieser Münzen wurden in Aalborg geschlagen.